# 田岡典夫
田岡 典夫（たおか のりお、1908年9月1日 - 1982年4月7日）は高知県出身の小説家。

## 来歴・人物
中国文学者・田岡嶺雲の甥。父親の田岡典章は東亞セメント専務、田岡式セメント石合資代表。母の田岡寿子は日本キリスト教婦人矯風会高知支部長。
土佐中学、高知一中（現高知県立高知追手前高等学校）、東京府立一中（現東京都立日比谷高等学校）中退を経て、1926年早稲田第一高等学院に入学するも中退。のちパリに遊学し、帰国後は6代目尾上菊五郎の俳優学校に学ぶ。
菊池寛と田中貢太郎に師事し、1943年に短篇『強情いちご』で直木賞受賞。戦時中は熱海市桃山に住み、近所の志賀直哉や広津和郎たちと交際。土師清二の紹介で長谷川伸に師事し、戦後は新鷹会に参加。山本周五郎からライバル視され、「ディレッタンティズムみたいなものから抜けきれない。そこが彼の長所であると同時に、短所になっている」と批評された。1979年『小説野中兼山』で毎日出版文化賞受賞。

## 著書
- しばてん 私家版 1938
- 武辺土佐物語 大日本雄弁会講談社 1942
- 九反帆口論 非凡閣 1943
- 土佐勤皇党外史 第1・2部 淡海堂 1943-1944
- 権九郎旅日記 土佐から江戸まで 大日本雄弁会講談社 1952
- 権九郎江戸日記 大日本雄弁会講談社 1952
- 南海水滸伝 世界社 1952
- 権九郎遍歴日記 大日本雄弁会講談社 1953
- シャムの嵐 偕成社 1954
- 黄金の暦 豊文社 1954
- 権九郎帰国日記 大日本雄弁会講談社 1954
- 鍋墨長屋 同光社 1954
- 七彩の剣 同光社 1955
- 風折れ葦 土佐勤王党余聞 同光社 1955
- 鯰女房 東方社 1955
- 振袖天狗 同光社 1956
- しばてん榎 同光社 1956 (大衆小説名作選)
- へのへの茂平 桃源社 1957
- 南洲西郷隆盛 講談社 1958 (少年少女日本歴史小説全集)
- 姫 逸文土佐日記 六興出版部 1958
- ポケットに手を突っこんで 光書房 1958
- シバテン群像 講談社 1959 (ロマン・ブックス)
- 四国路（編）宝文館 1959 (日本の風土記)
- 南国風土記 光書房 1959
- のっそり浪人 桃源社 1961
- 腹を立てた武士たち 光風社 1965
- 漢楚軍談 偕成社 1969
- かげろうの館 新潮社 1971
- 東海道中膝栗毛 歴史と文学の旅 平凡社 1973
- 小説 野中兼山 平凡社 全3巻 1978-1979
- ととまじり 文壇片隅四十年 平凡社 1981.2
- 田岡典夫 高知県昭和期小説名作集9 高知新聞社 1994
- 田岡典夫集 リブリオ出版 1998.11 (ポピュラー時代小説)

## 翻訳
- ミセスミニヴァ ジャン・ストラッザー 紀伊国屋書店 1964